# Dipartimento di Bariloche
Bariloche è un dipartimento argentino, situato nell'estrema parte occidentale della provincia di Río Negro, con capoluogo San Carlos de Bariloche.
Esso confina a nord con la provincia di Neuquén, a est con i dipartimenti di Pilcaniyeu e Ñorquincó, a sud con la provincia di Chubut e ad ovest con la repubblica del Cile.
Secondo il censimento del 2001, su un territorio di 5.415 km², la popolazione ammontava a 109.826 abitanti, con un aumento demografico del 16,05% rispetto al censimento del 1991.
Il dipartimento, nel 2001, è composto da:
- 2 comuni (municipios):
  - El Bolsón
  - San Carlos de Bariloche
- 3 comisiones de fomento:
  - Dina Huapi
  - El Manso
  - Villa Mascardi

Con legge del 15 aprile 2008, confermata da un referendum dell'ottobre successivo, Dina Huapi è salita al rango di comune.